# Prodavinci
Prodavinci fue un portal web venezolano que proveía distintos tipos de análisis y reseñas por parte de destacados académicos, historiadores, científicos y especialistas, tratando temas de interés de la cultura y la actualidad venezolana e internacional. El sitio se define a sí mismo como «un espacio para las ideas, las conversaciones y los debates», los cuales, en su visión, «pueden ayudarnos a encontrar explicaciones a muchos de los fenómenos sociales que generan las interrogantes más profundas y urgentes para nuestras sociedades».
La revista Foreign Policy la calificó como «una ventanilla única para análisis en español de la realidad venezolana», mientras que The Wall Street Journal destacó al sitio por poseer «análisis políticos serios».

## Historia
En 2008, Ángel Alayón, economista venezolano egresado de la Universidad de Chicago, creó un blog personal y decidió colocarle contenido más variado, queriendo que Venezuela contase con medios de la clase de The New Yorker, The Atlantic y Slate. Poco después, sus amigos cercanos y otros miembros de la intelectualidad caraqueña comenzaron a expresarle su deseo de publicar contenidos en el mencionado blog. Alayón le dio formalmente el nombre de Prodavinci en una referencia lógica a Leonardo da Vinci, haciendo así una suerte de llamado a «un renacimiento de las ideas en el país».
Desde entonces, el sitio ha contado con la contribución de escritores, ensayistas y expertos como Oscar Marcano, Ana Teresa Torres, Federico Vegas, Antonio López Ortega, Alejandro Oliveros, Hugo Prieto, Ricardo Hausmann, Alberto Barrera Tyszka, Armando Rojas Guardia, Carlos Sandoval, Cheo Carvajal, José Ignacio Hernández, Francisco Monaldi, Gustavo Guerrero, Jesús María Aguirre, Jesús Torrivilla, Krina Ber, Marcelino Bisbal, Gisela Kozak Rovero, Margarita López Maya, Marina Gasparini Lagrange, Víctor Carreño, Miguel Gomes, Michael Penfold, Mariano Nava Contreras, Rodrigo Blanco Calderón, Guillermo Ramos Flamerich, Ricardo Ramírez Requena, Rafael Rojas, José María de Viana, Enza García Arreaza y Tomás Straka, entre otros.
Dada la censura y las presiones impuestas por el Gobierno venezolano hacia la prensa escrita, y dada la creciente popularidad de los medios digitales como alternativa, el sitio pasó de tener apenas una docena de lectores en 2009 a recibir varios millones de visitas para junio de 2015.

## Premios y nominaciones
| Año  | Premio                                           | Organización                                                         | Categoría                                      | Trabajo nominado                                                              | Resultado          | Ref.   |
| ---- | ------------------------------------------------ | -------------------------------------------------------------------- | ---------------------------------------------- | ----------------------------------------------------------------------------- | ------------------ | ------ |
| 2019 | Premio de acceso a la información pública        | Relatoría Especial para la Libertad de Expresión de la CIDH          |                                                | Las horas oscuras                                                             | Finalista          | [ 5 ]  |
| 2019 | Premio Monseñor Pellín                           | Conferencia Episcopal Venezolana                                     | Reportaje Web                                  | Vivir sin agua                                                                | Ganador            | [ 6 ]  |
| 2019 | Concurso Nacional de Periodismo de Investigación | Instituto de Prensa y Sociedad Venezuela                             | Investigación                                  | Vivir sin agua                                                                | Primer Lugar       | [ 7 ]  |
| 2019 | Concurso Nacional de Periodismo de Investigación | Instituto de Prensa y Sociedad Venezuela                             |                                                | El ataque del dragón amarillo                                                 | Mención honorífica | [ 7 ]  |
| 2019 | Premio a la Excelencia Periodística              | Sociedad Interamericana de Prensa                                    | Crónica                                        | Mi secuestro                                                                  | Ganador            | [ 8 ]  |
| 2019 | Premio Valores Democráticos                      | Centro de Estudios Políticos de la Universidad Católica Andrés Bello | Hacedores de Democracia                        | Prodavinci                                                                    | Ganador            | [ 9 ]  |
| 2020 | Concurso de reportajes sobre covid-19            | International Center for Journalists                                 | Transparencia, Crimen y Corrupción             | Cubrir la pandemia: arrestos de periodistas y personal sanitario en Venezuela | Segundo lugar      | [ 10 ] |
| 2020 | Premio Roche                                     | Roche y Fundación Gabo                                               | Periodismo de Soluciones                       | Tiempos de malaria en Venezuela                                               | Mención honorífica | [ 11 ] |
| 2020 | Premio a la Excelencia Periodística              | Sociedad Interamericana de Prensa                                    | Salud                                          | Tiempos de malaria en Venezuela                                               | Ganador            | [ 12 ] |
| 2021 | Premio Gabo                                      | Fundación Gabo                                                       | Innovación                                     | Incendios en Venezuela                                                        | Nominación         | [ 13 ] |
| 2021 | Concurso Nacional de Periodismo de Investigación | Instituto de Prensa y Sociedad Venezuela                             | Investigación                                  | La promesa rota: el colapso de la seguridad social en Venezuela               | Mención honorífica | [ 14 ] |
| 2021 | Concurso Nacional de Periodismo de Investigación | Instituto de Prensa y Sociedad Venezuela                             | Cobertura                                      | Covid-19 llega a un país es crisis: despachos desde Venezuela                 | Ganador            | [ 14 ] |
| 2021 | Premio a la Excelencia Periodística              | Sociedad Interamericana de Prensa                                    | Salud                                          | Covid-19 llega a un país es crisis: despachos desde Venezuela                 | Mención honorífica | [ 15 ] |
| 2021 | Premio a la Excelencia Periodística              | Sociedad Interamericana de Prensa                                    | Crónica                                        | “Yo regresé caminando a Venezuela” - Luis Guillermo Franquiz                  | Ganador            | [ 15 ] |
| 2021 | Premio a la Excelencia Periodística              | Sociedad Interamericana de Prensa                                    | Fotografía                                     | “Santos casi locos”                                                           | Mención honorífica | [ 15 ] |
| 2021 | Digital Media Awards Latam                       | World Association of Newspapers and News Publishers                  | Mejor visualización de datos - Medios pequeños | Incendios en Venezuela                                                        | Ganador            | [ 16 ] |
| 2021 | Digital Media Awards Latam                       | World Association of Newspapers and News Publishers                  | Mejor visualización de datos                   | Incendios en Venezuela                                                        | Segundo lugar      | [ 16 ] |
| 2022 | Premio Internacional Rey de España de Periodismo | Agencia EFE y AECID                                                  | Cooperación Internacional                      | La promesa rota: el colapso de la seguridad social en Venezuela               | Ganador            | [ 17 ] |
| 2022 | Online Journalism Awards                         | Online News Association                                              | Periodismo de datos                            | La promesa rota: el colapso de la seguridad social en Venezuela               | Finalista          | [ 18 ] |
| 2022 | Premio a la Excelencia Periodística              | Sociedad Interamericana de Prensa                                    | Crónica                                        | 1423 kilómetros por un tratamiento médico                                     | Mención honorífica | [ 19 ] |
| 2022 | Premio a la Excelencia Periodística              | Sociedad Interamericana de Prensa                                    | Medio Ambiente                                 | Incendios en Venezuela                                                        | Mención honorífica | [ 19 ] |
| 2022 | Premio a la Excelencia Periodística              | Sociedad Interamericana de Prensa                                    | Derechos Humanos                               | La crisis de los periódicos en Venezuela                                      | Nominación         | [ 19 ] |
| 2022 | Premio Gabo                                      | Fundación Gabo                                                       | Cobertura                                      | Cáncer de mama en Venezuela                                                   | Nominación         | [ 20 ] |